# Taeniacara
Taeniacara is een monotypisch geslacht van straalvinnige vissen uit de familie van de cichliden (Cichlidae).

## Soort
- Taeniacara candidi Myers, 1935